# Coenonympha sinica
Coenonympha sinica ist ein Schmetterling (Tagfalter) aus der Familie der Edelfalter (Nymphalidae), der in Tibet vorkommt.

## Beschreibung
Coenonympha sinica ähnelt dem Rotbraunen Wiesenvögelchen. Die Oberseite sieht gleich aus, außer dass der Rand lange blauweiße statt gelbweiße Fransen trägt. Die Hinterflügelunterseite ist mausgrau und mit wenigen, ungleichmäßigen Ocellen versehen. Aus dem Zellende zieht ein länglicher, weißer, schräger Wisch in Richtung der Außenrandmitte, die er aber nicht erreicht.

### Ähnliche Arten
- Rotbraunes Wiesenvögelchen (Coenonympha glycerion) (Borkhausen, 1788)

## Verbreitung und Lebensweise
Coenonympha sinica fliegt in Steppen im Juli und August in Tibet (Nian-Chian-Kette und Honton Fluß) auf bis 3000 Meter Höhe.

## Systematik
Coenonympha sinica wurde von Sergei Nikolajewitsch Alferaki 1888 in der Entomologischen Zeitung anhand von Faltern, die Grigori Nikolajewitsch Potanin 1885 und 1886 gesammelt hatte, erstbeschrieben. In Seitz’, Die palaearktischen Tagfalter von 1909, wird der Artstatus angezweifelt.